# Ole Tobias Olsen

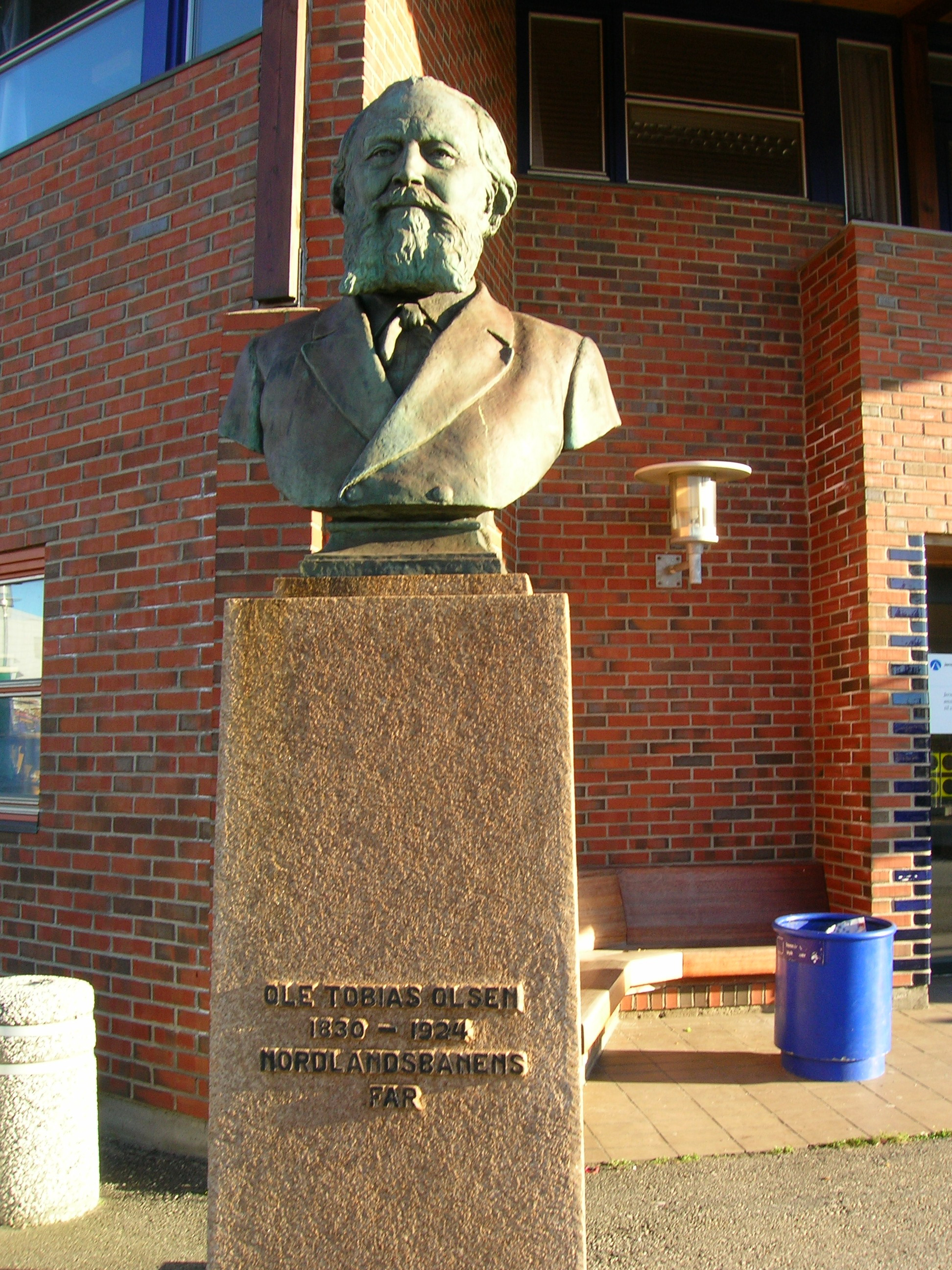
Byst av Ole Tobias Olsen vid Mo i Rana järnvägsstation

Ole Tobias Olsen, född 18 augusti 1830 i Storvoll, Rana kommun, Nordland, död 6 juli 1924 i Kristiania, var en norsk präst och publicist, kallad "Nordlandsbanens far".
Olsen var ursprungligen skollärare, blev student 1860 och cand.theol. 1865. Åren 1873–82 var han anställd vid järnvägarnas anläggningskontor i Kristiania och studerade samtidigt naturvetenskap, teknik och språk. Åren 1883–1906 var han sockenpräst i Hatfjelldal och bedrev framgångsrik verksamhet för Nordlands kommunikationer och ekonomiska utveckling, bland annat som ledamot av Nordlands amts 1885 tillsatta järnvägskommitté och ordförande i den 1889 tillsatta kommissionen angående amtets allmänningar. Han var från 1906 bosatt i Kristiania och utgav 1912 samlingen Norske folkeeventyr og sagn, samlet i Nordland, genom vilken han enligt Moltke Moe räddade ett säreget och omfattande traditionsstoff från glömska.